# یخ سیاه (آلبوم)
«یخ سیاه» (به انگلیسی: Black Ice) آلبومی از ای‌سی/دی‌سی است که در ۱۷ اکتبر ۲۰۰۸ منتشر شد.